# Ronald Bladen
Ronald Bladen, född 1918, död 1988, var en kanadensisk konstnär.
Ronald Bladen var verksam inom minimalismen. Han är främst känd för The X, som utfördes en utställning i Corcoran Gallery of Art i Washington 1967.